# Ganges (rivier)
De Ganges is een 2510 km lange rivier die door India en Bangladesh stroomt. Hij begint op de Gangotrigletsjer in de Indiase staat Uttarakhand, nabij de grens met de Chinese autonome regio Tibet, en  mondt uit in de Golf van Bengalen.
Het dal van de Ganges is dichtbevolkt; ongeveer een derde deel van de Indiase bevolking woont hier. Enkele belangrijke steden die aan de hoofdstroom van de Ganges liggen zijn Farrukhabad, Kanpur, Allahabad, Benares, Patna en Chandpur. Aan zijrivieren en aftakkingen van de Ganges liggen onder meer Delhi, Lucknow, Dhaka en Calcutta.
In het zuiden is de rivier sterk vertakt. In de Gangesdelta bevindt zich een groot aantal eilanden, waaronder Dakhin Shahbazpur, Hatia, Zuid-Hatia en Sandwip. De gezamenlijke delta van de Ganges en de Brahmaputra omvat praktisch heel Bangladesh.

## Religieus belang
Voor de hindoes is de Ganges een heilige rivier. Hindoes vereren de riviergodin Ganga, waar om de twaalf jaar een festival van 55 dagen voor wordt gevierd. Ook buiten dit festival om trekken jaarlijks miljoenen hindoes naar steden aan de Ganges om hun ziel te reinigen door zich te wassen in de rivier. Als hindoes sterven, worden zij gecremeerd. Hun as wordt daarna als het kan in de Ganges gestrooid.

## Natuur en milieu
De gaviaal en de gangesdolfijn komen in deze rivier voor.
De Ganges is een van de meest vervuilde rivieren ter wereld. In 2011 stelde de Wereldbank 1 miljard dollar beschikbaar voor het schoonmaken van de Ganges. De vervuiling wordt veroorzaakt door uitwerpselen, as, menselijke resten en chemische middelen. Door het op veel plaatsen ontbreken van riolering komen de uitwerpselen van omliggende bewoners vaak rechtstreeks in de rivier terecht. Tegelijkertijd wordt het rivierwater gebruikt om mee te koken en om in te baden, wat zorgt voor enorme gezondheidsrisico's.
Einde maart 2017 verleende het hooggerechtshof van de Indiase deelstaat Uttarakhand rechtspersoonlijkheid aan twee rivieren, de Ganges en de Yamuna. In de praktijk wordt de handhaving echter in handen gelegd van dezelfde overheid die het riviermilieu niet wist te vrijwaren.